# Frontera entre l'Argentina i el Paraguai
La frontera entre l'Argentina i el Paraguai és la frontera internacional que separa els departaments paraguaians de Central, Misiones, Boquerón, Presidente Hayes, Alto Paraná, Itapúa i Ñeembucú de les províncies argentines de Formosa, Salta, Corrientes i Misiones. Una part d'aquesta frontera està definida per tres importants cursos d'aigua que són el riu Pilcomayo, el riu Paraná i el riu Paraguai. La capital del Paraguai, Asunción, situada sobre un dels marges del riu Paraguai, és fronterera amb l'Argentina.

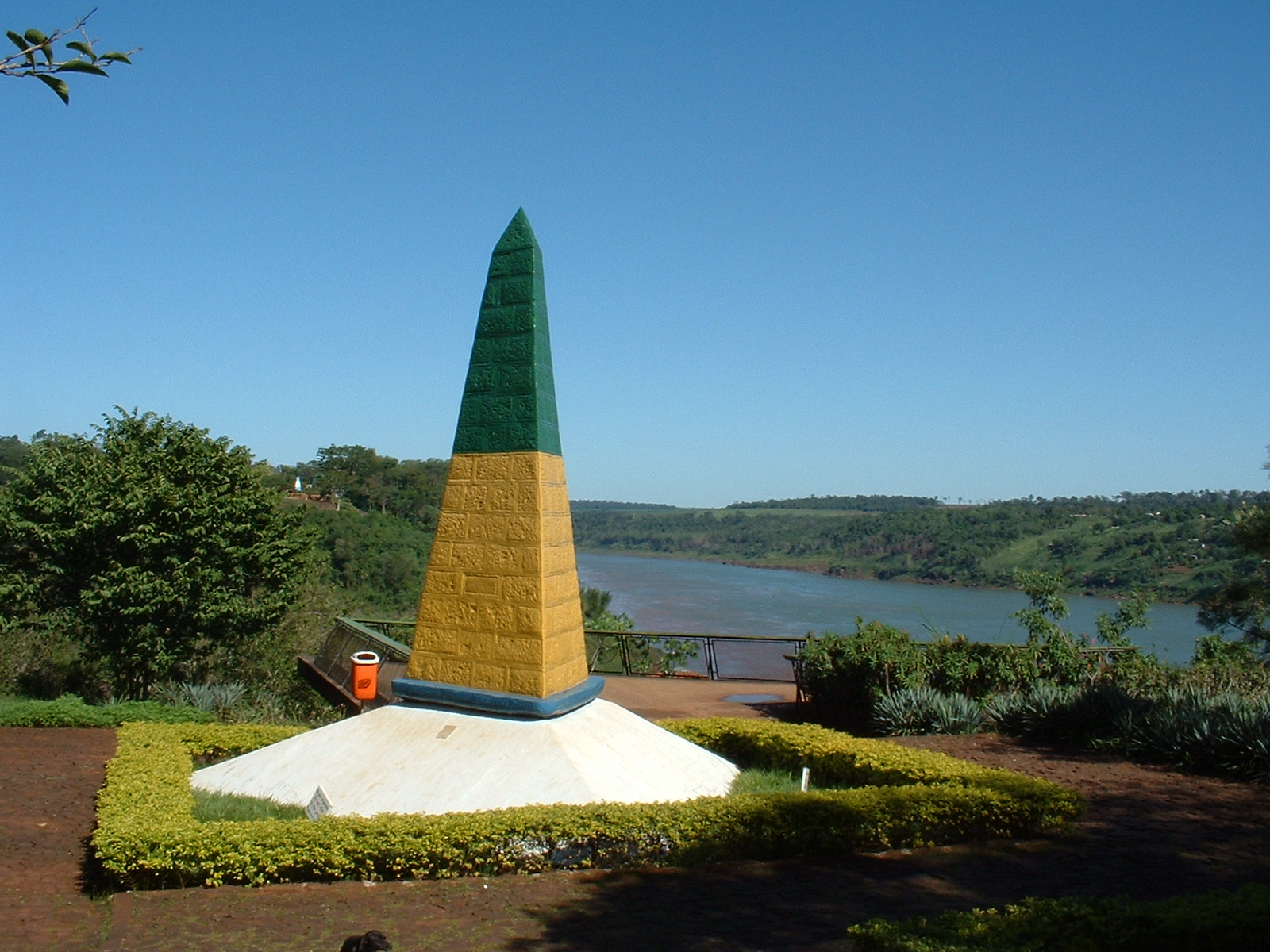
Fita de les tres fronteres.

## Traçat
Comença al trifini amb Bolívia i corre en direcció a l'est, baixant pel riu Pilcomayo, i després, després que el riu flueix cap al Paraguai a Asunción, segueix aquest últim cap al sud de la ciutat de Resistencia. Després gira cap a l'est al llit del riu principal de la regió, Paranà. La frontera s'estén pel Paranà, a l'est, i des de Posadas al nord. A la zona paraguaiana de Ciudad del Este, la frontera acaba amb el trifini amb Brasil, que s'ha denunciat que pot convertir-se en refugi per delinqüents i terroristes.